# Daisy Turner
Daisy Georgina Turner  (Hendon, Londres, Inglaterra; 28 de junio de 1990) es una actriz y modelo británica.

## Biografía
Es hija de Leslie "Les" Turner y Bev Harvey, su hermana mayor es la actriz, Lacey Turner y su hermana menor la actriz, Lily Harvey.
Su primo segundo es el actor Philip Dowling, quien interpretó a Leo Taylor en EastEnders.

## Carrera
Ha aparecido en comerciales para Envirofone.com.
En 2010 interpretó a Emma en el corto You Got the Time?.
El 15 de abril de 2011 apareció por primera vez como personaje recurrente en la serie Hollyoaks donde interpretó a Rebecca "Jenny" Massey, hasta el 27 del mismo mes y año, después de que su personaje fuera asesinado por Silas Blissett.

## Filmografía

### Series de televisión
| Año  | Título    | Personaje      | Notas        |
| ---- | --------- | -------------- | ------------ |
| 2011 | Hollyoaks | Rebecca Massey | 10 episodios |

### Películas
| Año  | Título            | Personaje | Notas                       |
| ---- | ----------------- | --------- | --------------------------- |
| 2010 | You Got the Time? | Emma      | corto - junto a Ben Butcher |